# Liste der UN-Missionen im Nahen Osten
UN-Friedensmissionen im Nahen Osten:
| Name               | Resolution       | Staaten                                     | Beginn | Ende |
| ------------------ | ---------------- | ------------------------------------------- | ------ | ---- |
| Beendete Missionen |                  |                                             |        |      |
| UNEF I             | 998-1001         | Ägypten, Israel                             | 1956   | 1967 |
| UNOGIL             | 128              | Libanon                                     | 1958   | 1958 |
| UNYOM              | 179              | Jemen                                       | 1963   | 1964 |
| UNEF II            | 340              | Ägypten, Israel                             | 1973   | 1979 |
| UNIKOM             | 689              | Irak, Kuwait                                | 1991   | 2003 |
| UNIIMOG            | 619              | Iran, Irak                                  | 1988   | 1991 |
| UNSMIS             | 2042, 2043, 2059 | Syrien                                      | 2012   | 2012 |
| Laufende Missionen |                  |                                             |        |      |
| UNTSO              | 50               | Israel, Ägypten, Jordanien, Libanon, Syrien | 1948   |      |
| UNDOF              | 350              | Syrien, Israel                              | 1974   |      |
| UNIFIL             | 425, 426, 1701   | Libanon                                     | 1978   |      |
| UNMHA              | 2451, 2452, 2481 | Jemen                                       | 2019   |      |